# Diplomatenkennzeichen
Diplomatenkennzeichen werden Kfz-Kennzeichen genannt, die für die Angehörigen einer diplomatischen Mission oder für die Angehörigen einer Internationalen Organisation, die im Gastland tätig ist, ausgegeben werden. Auch die Dienstfahrzeuge der Missionen erhalten Diplomatenkennzeichen. Bedienstete konsularischer Vertretungen erhalten oft besondere, in der Regel aber keine Diplomatenkennzeichen. Honorarkonsuln erhalten häufig ein gewöhnliches Zivilkennzeichen, dürfen aber ein CC-Zusatzschild an ihrem Fahrzeug anbringen. Die jeweilige Handhabung ist international nicht einheitlich. Die Kennzeichnung ist – auch in dieser Differenzierung – erforderlich, um auf die unterschiedlichen Vorrechte, Immunitäten und Befreiungen der jeweiligen Fahrzeuginsassen hinzuweisen. 

## Gestaltung
In der Regel unterscheiden sich Kennzeichen für Diplomaten von gewöhnlichen Nummernschildern durch eine auffälligere Gestaltung, eine international einheitliche Gestaltung existiert aber nicht. Viele Länder verwenden (im Gegensatz zu Deutschland und Österreich) einen farbigen Hintergrund für Diplomatenkennzeichen, was teilweise zu einer vergleichsweise schlechten Lesbarkeit führt (z. B. in Bosnien und Herzegowina). Die meisten Länder verwenden die Buchstaben CD für franz. Corps Diplomatique. Fahrzeuge der Konsulate und der Bediensteten des konsularischen Personals werden mit CC für Corps Consulaire als Zusatzschild (seltener: bereits im zugeteilten Kennzeichen) gekennzeichnet. Einige Staaten vergeben auch die Buchstaben CMD für franz. Chef de Mission Diplomatique an Fahrzeuge der Missionsleiter. 
In manchen Ländern, in denen sich nicht bereits aus dem zugeteilten Kennzeichen der Diplomatenstatus ergibt, werden Zusatzschilder verwendet. Analog zu den Nationalitätszeichen lauten die Zusatzschilder auf CC (Corps Consulaire) oder CD (Corps Diplomatique). Je nach Land können diese Aufkleber in den Farben der entsprechenden Kennzeichen gestaltet sein. Beispielsweise verwendet Serbien unter anderem schwarz-gelbe Aufkleber, in der Slowakei sind dunkelblau-gelbe Ovale verbreitet.

Kennzeichen für konsularische Fahrzeuge
Kennzeichen für diplomatische Fahrzeuge
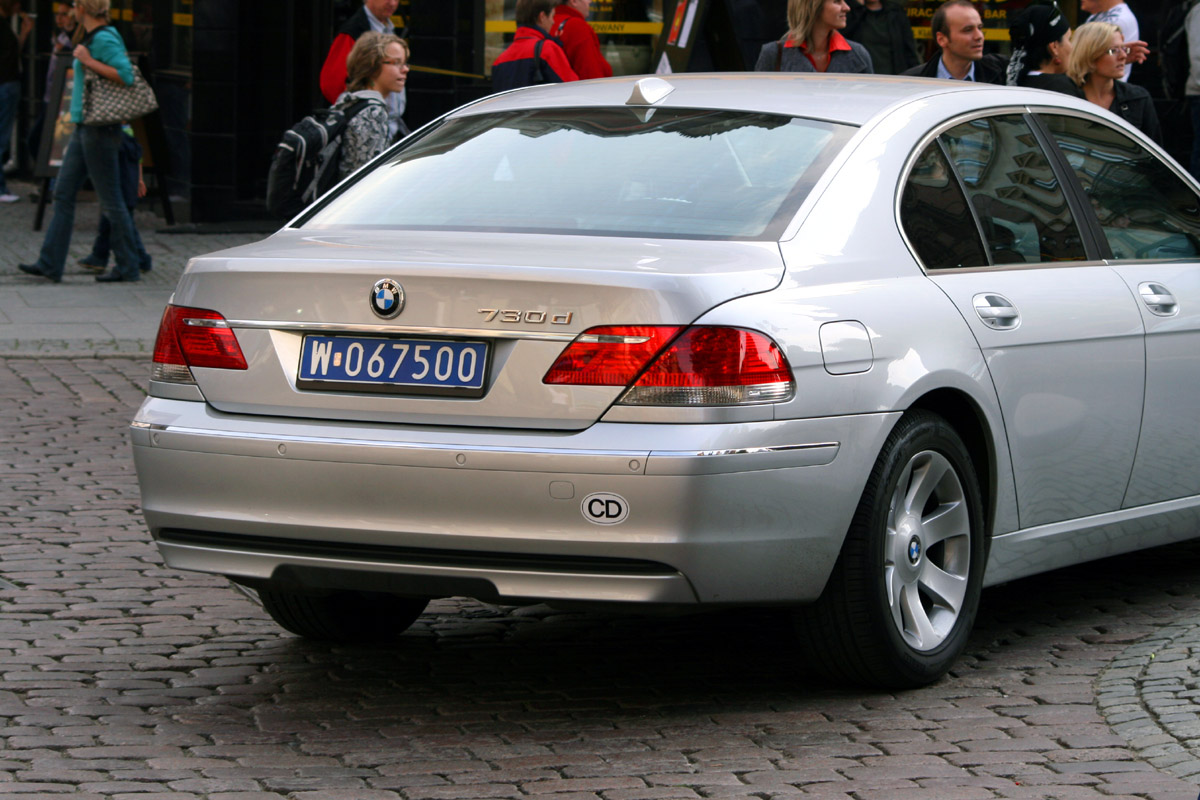
CD-Zeichen an einem polnischen Fahrzeug
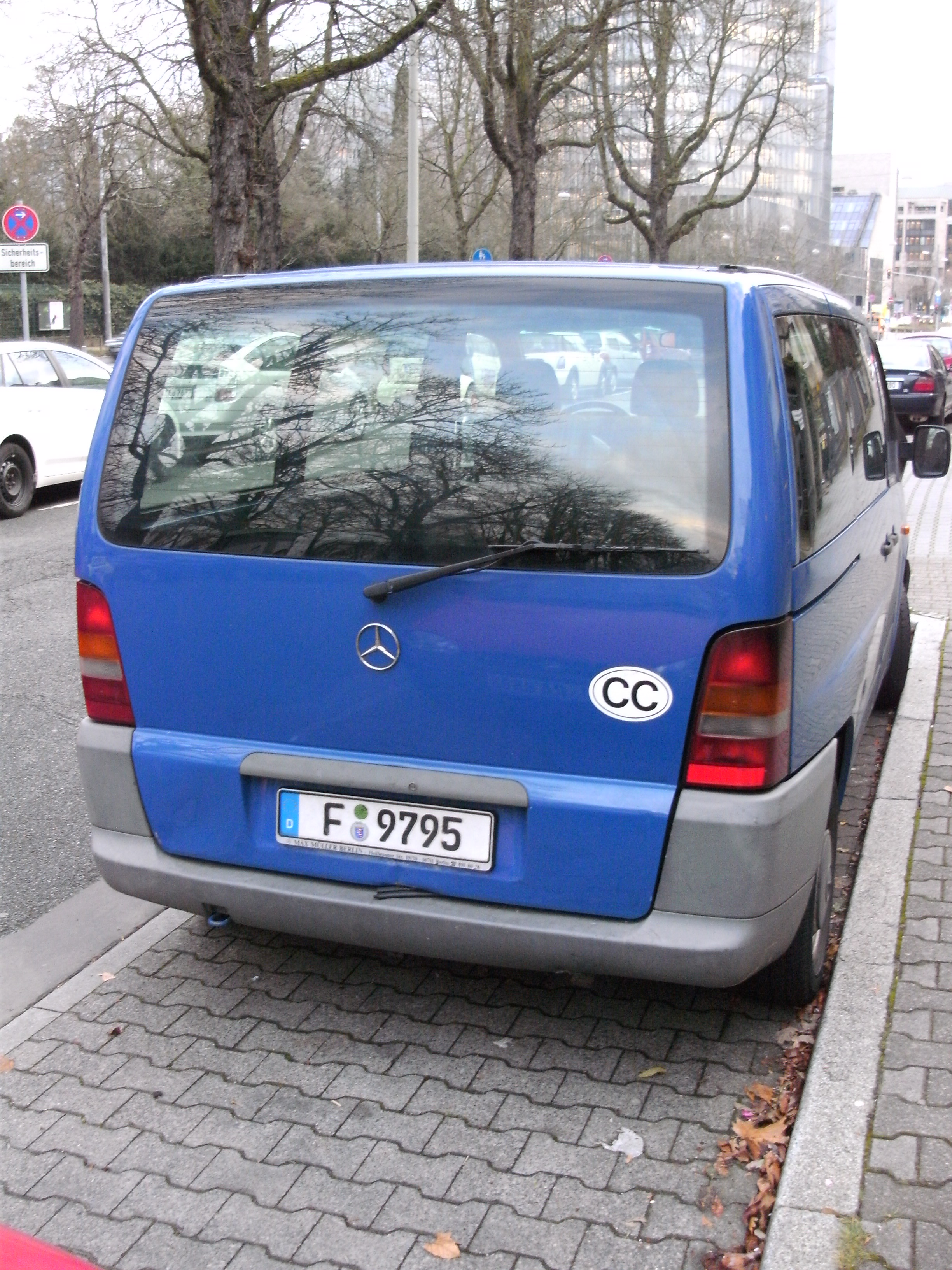
CC-Zeichen an einem deutschen Fahrzeug
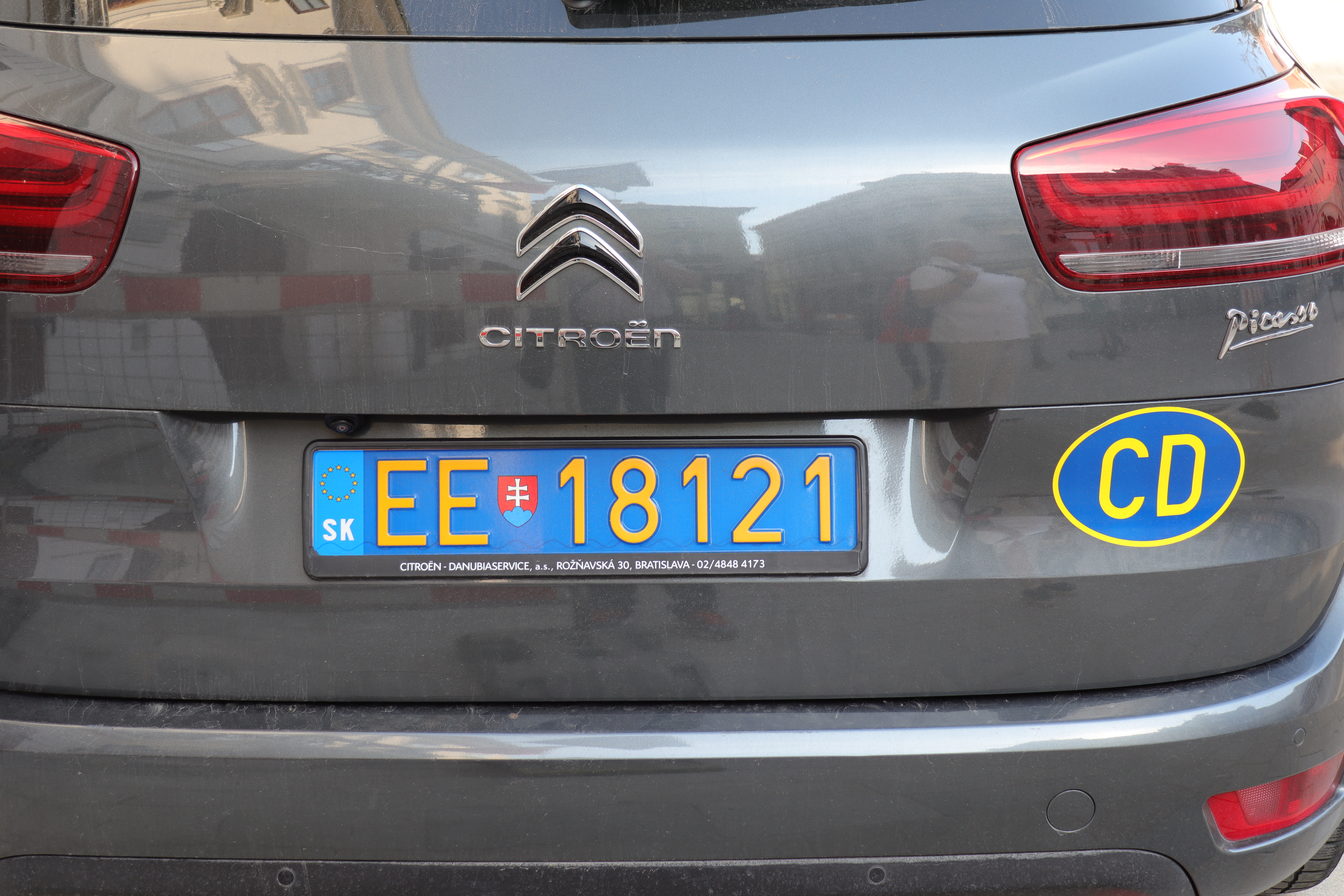
Blau-gelber Aufkleber an einen slowakischen Fahrzeug
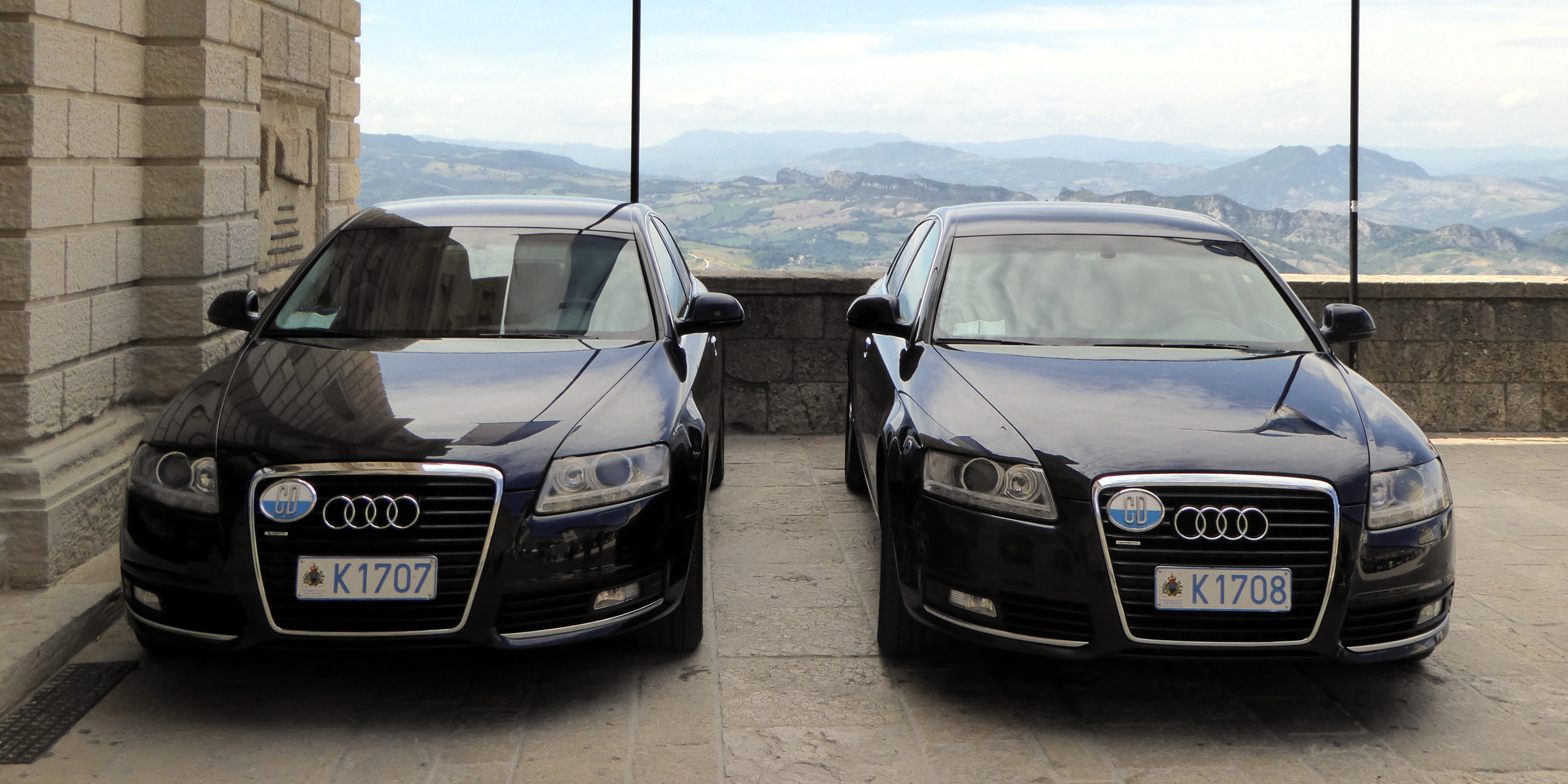
Weiß-hellblaue Ovale an Fahrzeugen der Capitani Reggenti von San Marino

## Kodierung
Bei Diplomatenkennzeichen lässt sich anhand der Buchstaben- oder Zahlenkombination häufig das Herkunftsland der diplomatischen Mission bzw. die internationale Organisation ablesen. Die Zuordnung erfolgt dabei meist alphabetisch oder diachron nach Anfangsdatum der bilateralen Beziehungen geordnet, sodass zur Entschlüsselung die entsprechenden Listen notwendig sind. In Großbritannien nutzen Botschafter oft Wunschkennzeichen, um ein Schild mit der Abkürzung des Landesnamens zu erhalten. Anhand einer fortlaufenden Nummer kann in Einzelfällen auch auf den Status des Fahrzeughalters geschlossen werden, da Botschafter in der Regel die niedrigste Nummer der Vergabeserie erhalten. Aufgrund der damit einhergehenden Gefahr, Anschlägen zum Opfer zu fallen, sind einige Staaten dazu übergegangen, anonyme Systeme zu verwenden (z. B. in Tschechien) oder auch gewöhnliche Kennzeichen an Diplomaten zu vergeben (z. B. Norwegen).

## Nationale Besonderheiten
Einige Staaten (z. B. Serbien und Nordmazedonien) versehen die Schilder mit dem Jahr der Gültigkeit, sodass das Kennzeichen jährlich erneuert oder die Jahreszahl überklebt werden muss.
Um zu verhindern, dass Diplomatenkennzeichen bei der endgültigen Ausreise eines Fahrzeuges im Ausland verbleiben, werden an ausreisende Diplomaten in einigen Ländern gesonderte Kennzeichen zum einmaligen Gebrauch vergeben. Dies ist beispielsweise in Ungarn und war auch in der DDR der Fall.

## Varianten
National gibt es unterschiedliche Varianten, ein Diplomatenfahrzeug kenntlich zu machen (Beispiele):

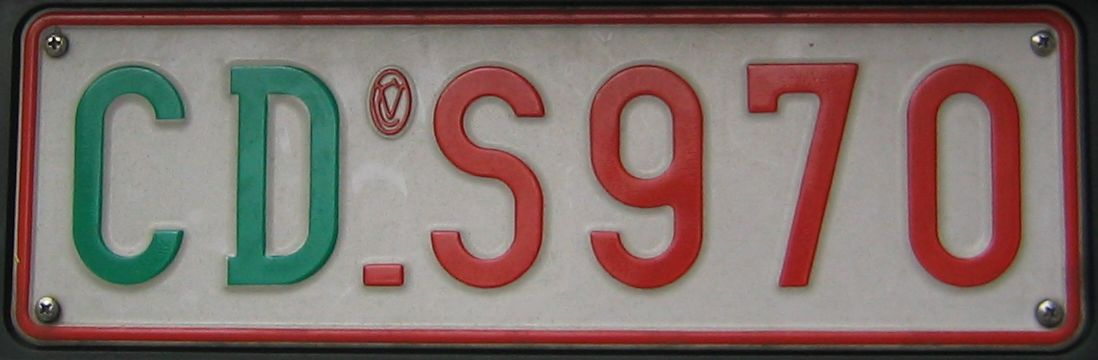
Belgien, keine Kodierung
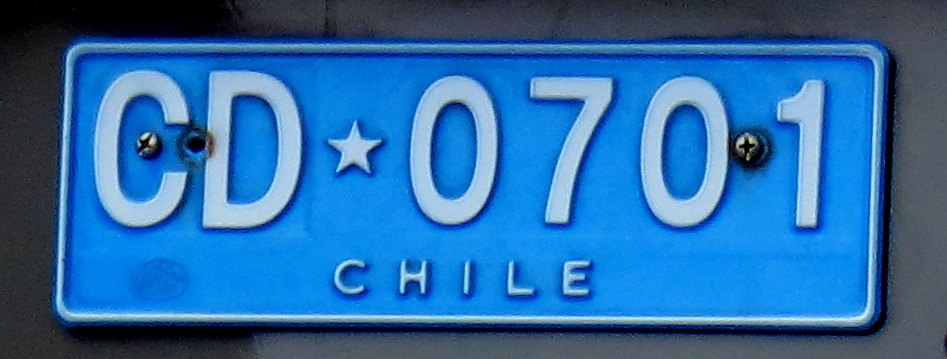
Chile (belgischer Diplomat)
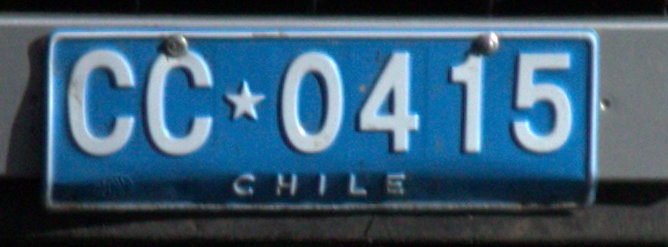
Chile (argentinisches Konsulat)
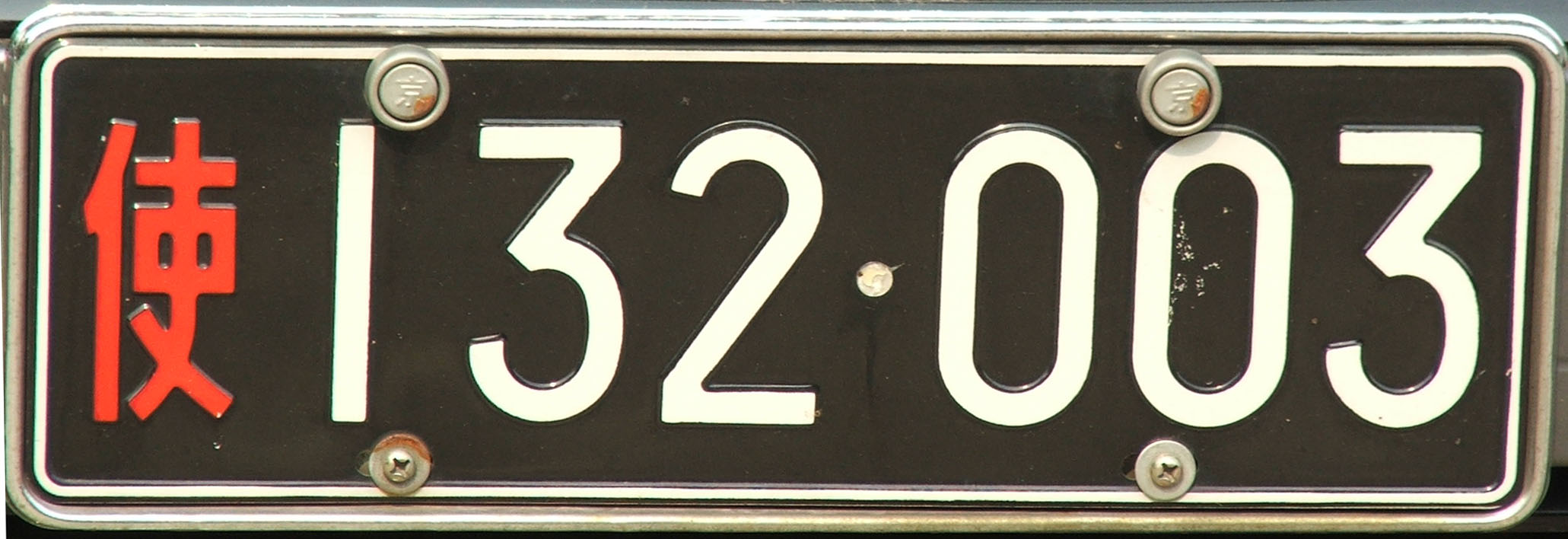
China, 132 = Tschechien
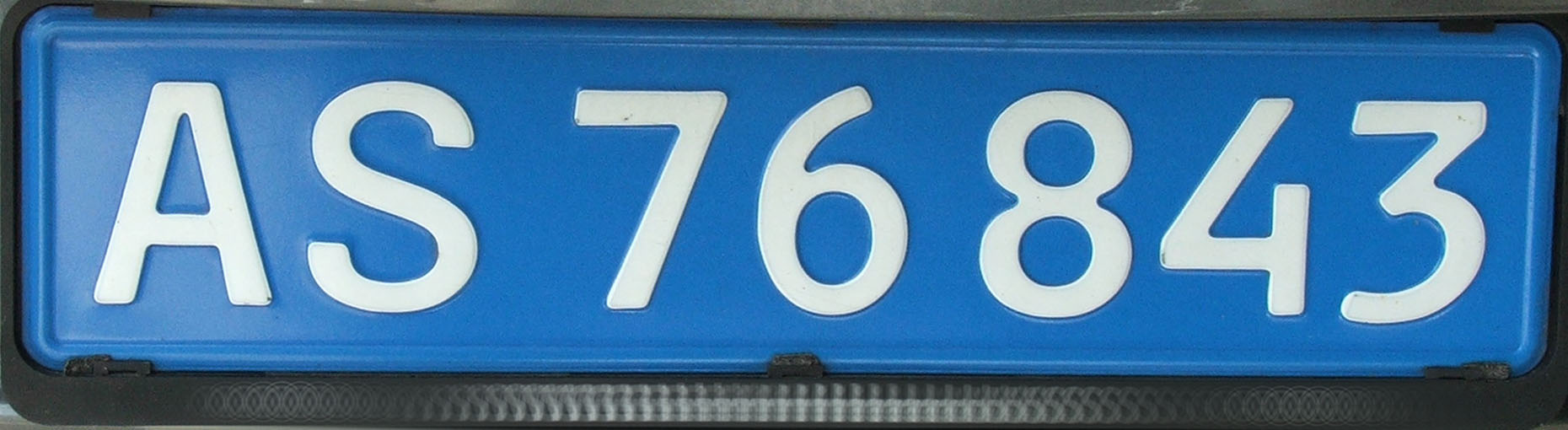
Dänemark, keine Kodierung
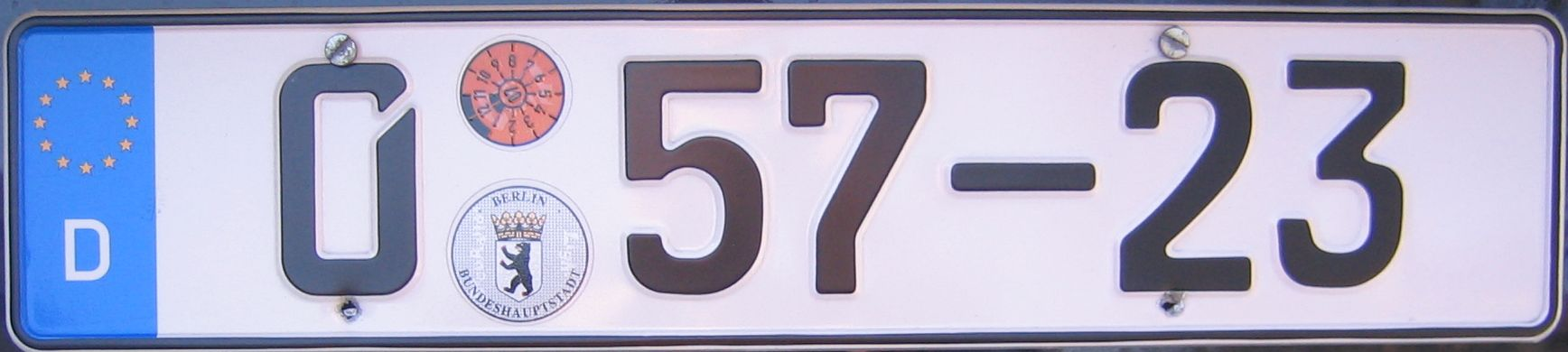
Deutschland (Botschaft), 57 = Indonesien
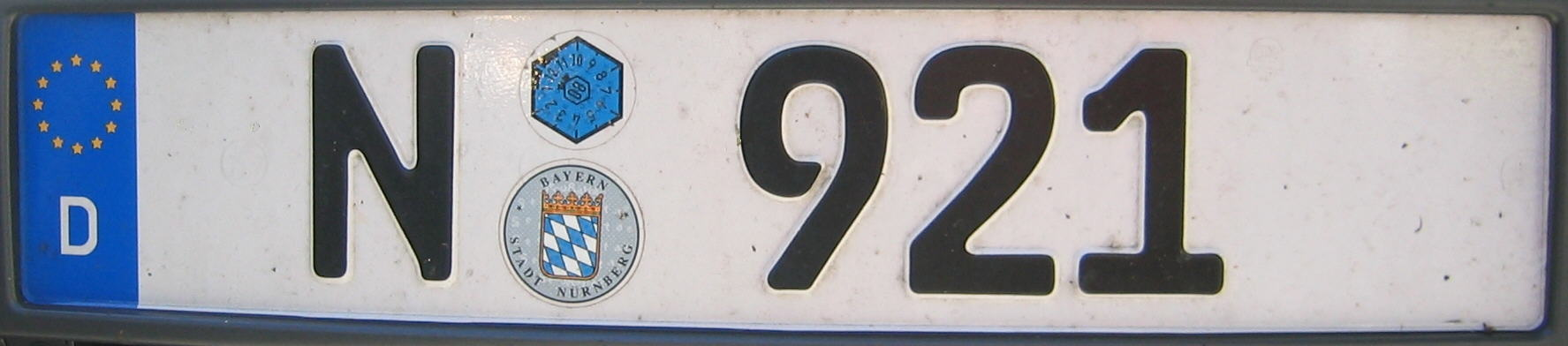
Deutschland (Konsulat), keine Kodierung
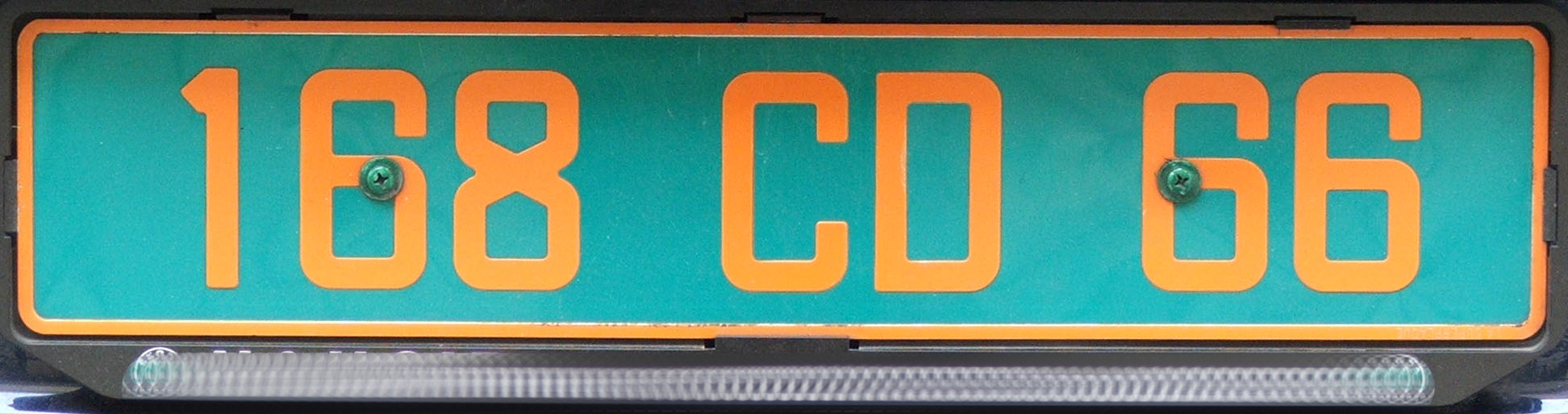
Frankreich, 168 = Tschechien
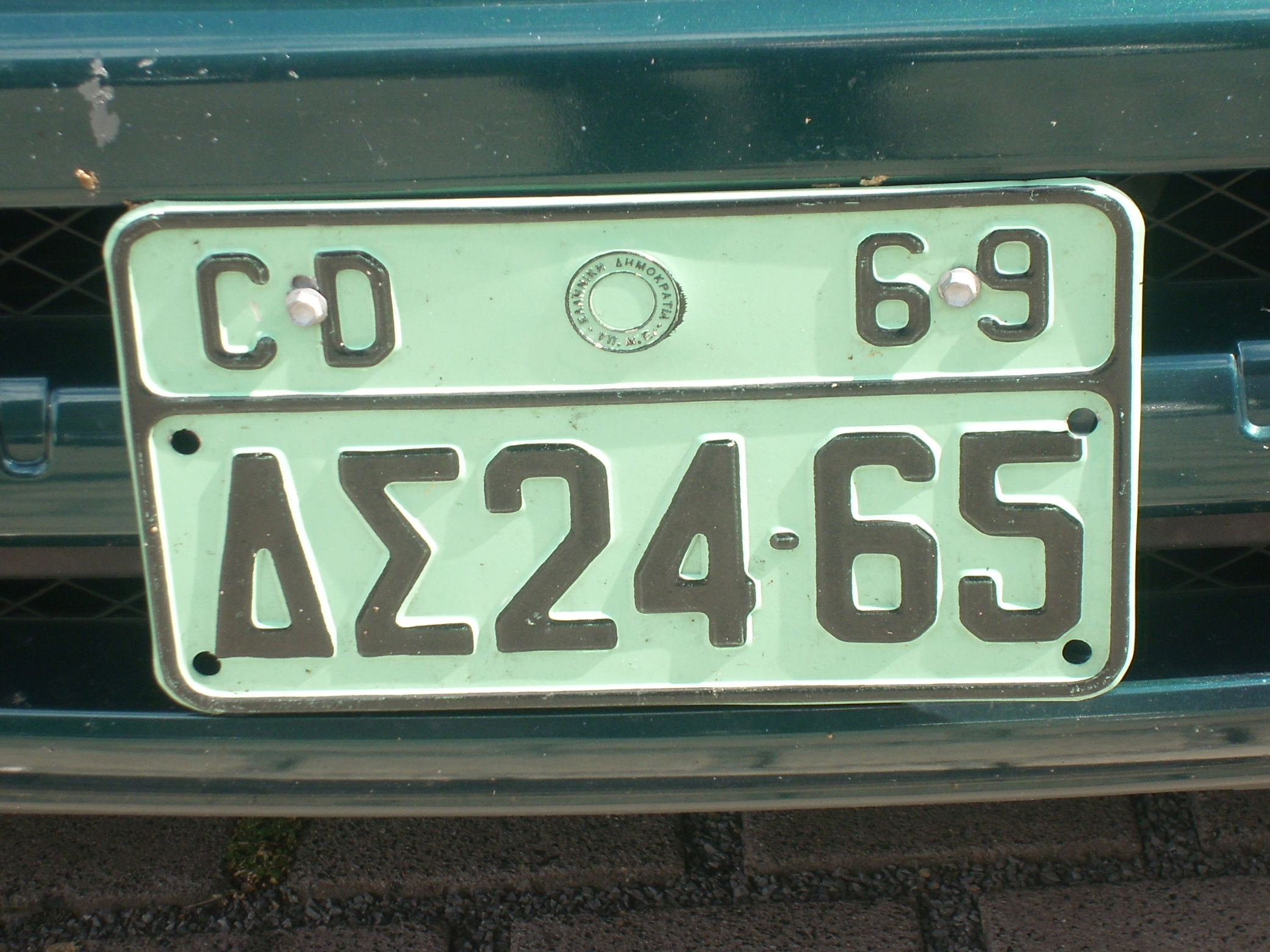
Griechenland, 24 = Italien
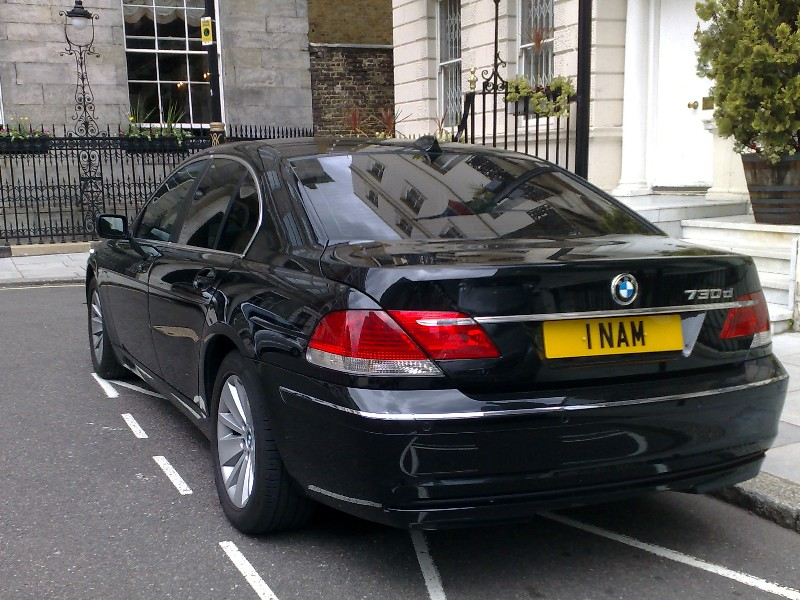
Großbritannien, Wunschkennzeichen, NAM = Namibia
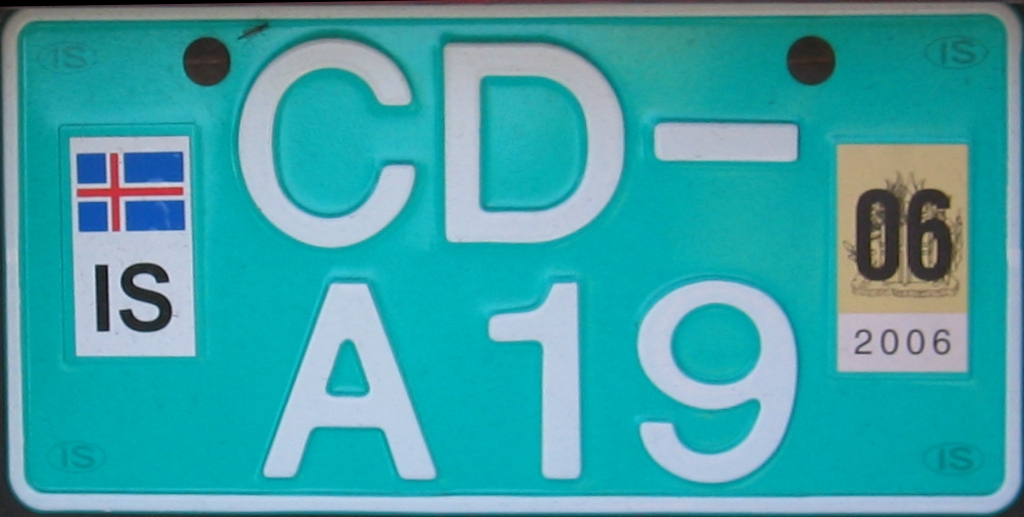
Island, A = USA
Jordanien, 104 = Deutschland
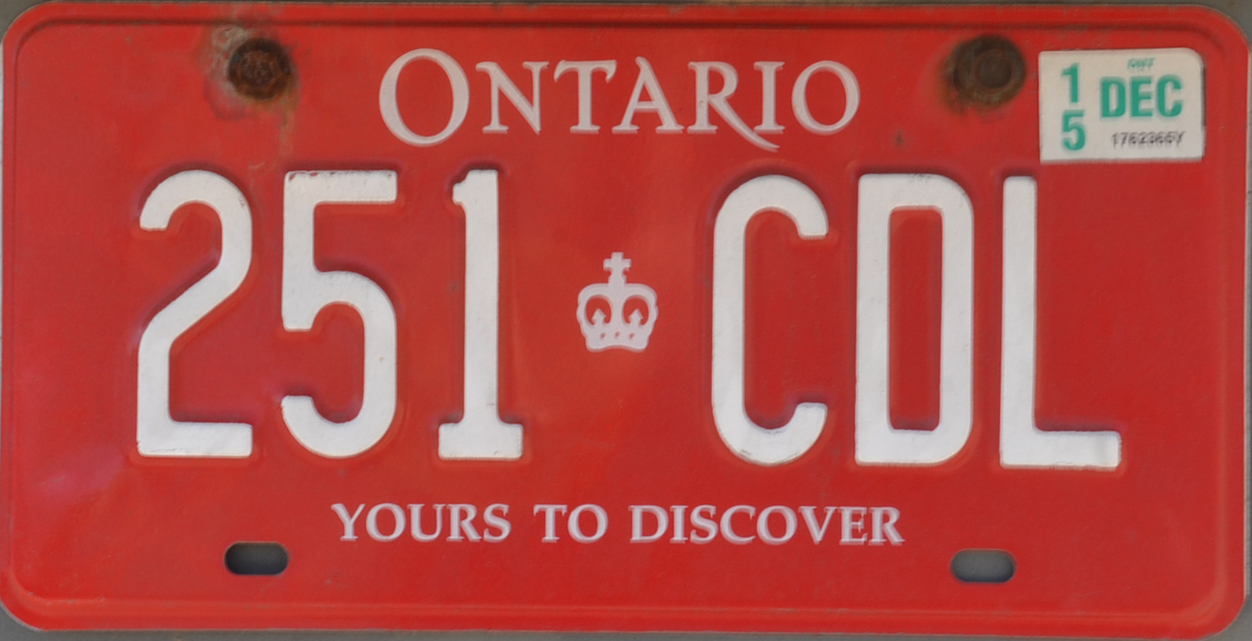
Kanada, Ontario (Konsulat), keine Kodierung
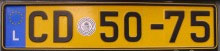
Luxemburg, keine Kodierung
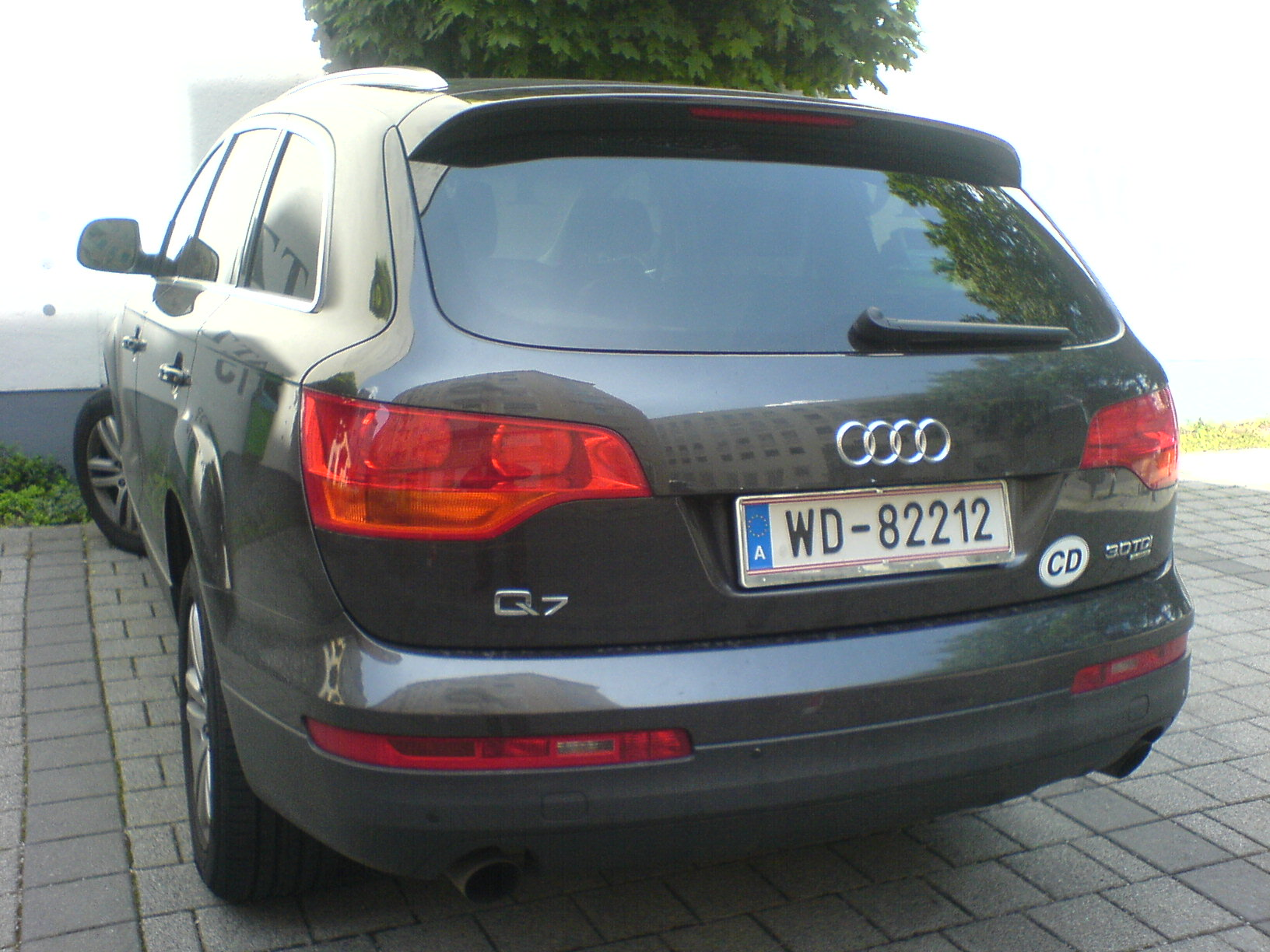
Österreich, 82 = UNIDO
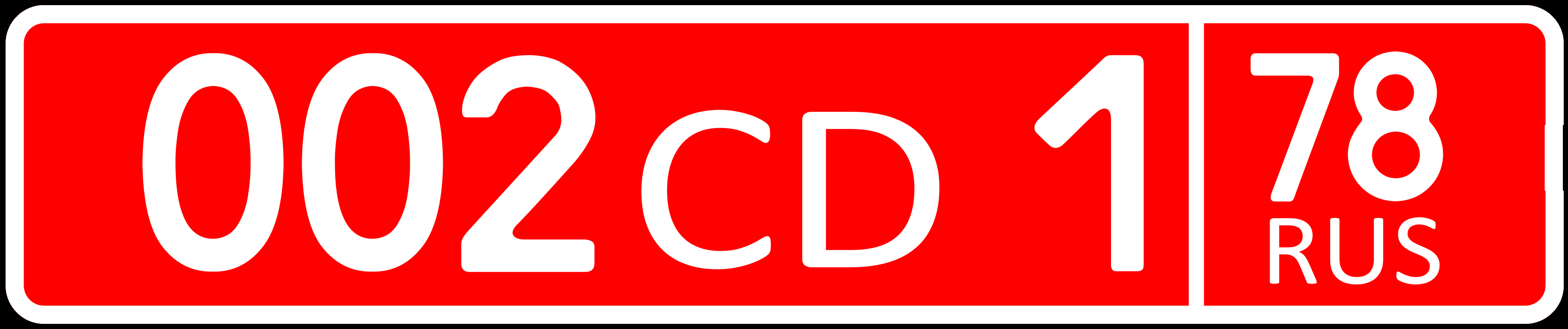
Russland, 002 = Deutschland
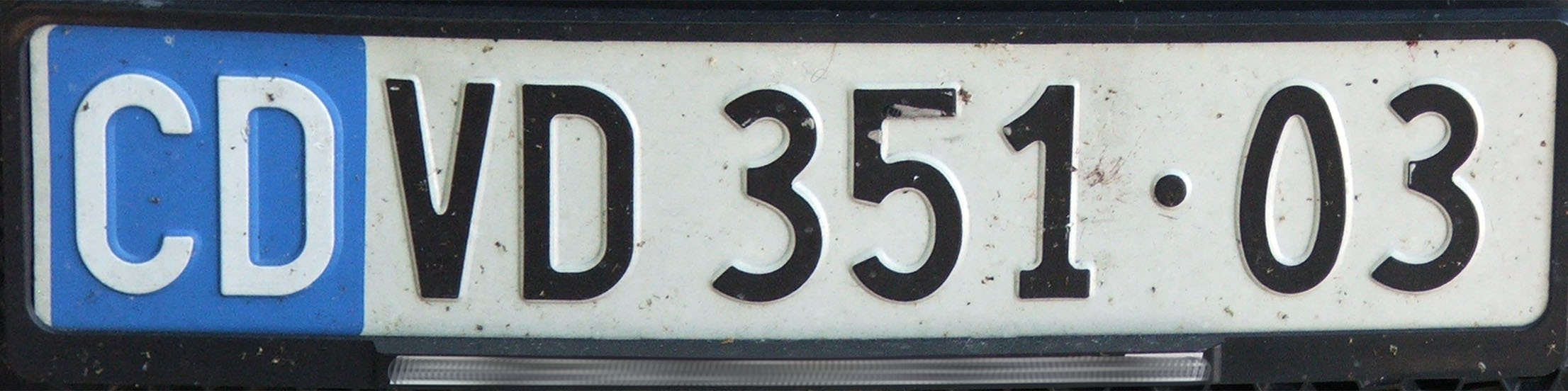
Schweiz für Diplomaten akkreditiert beim Büro der Vereinten Nationen in Genf
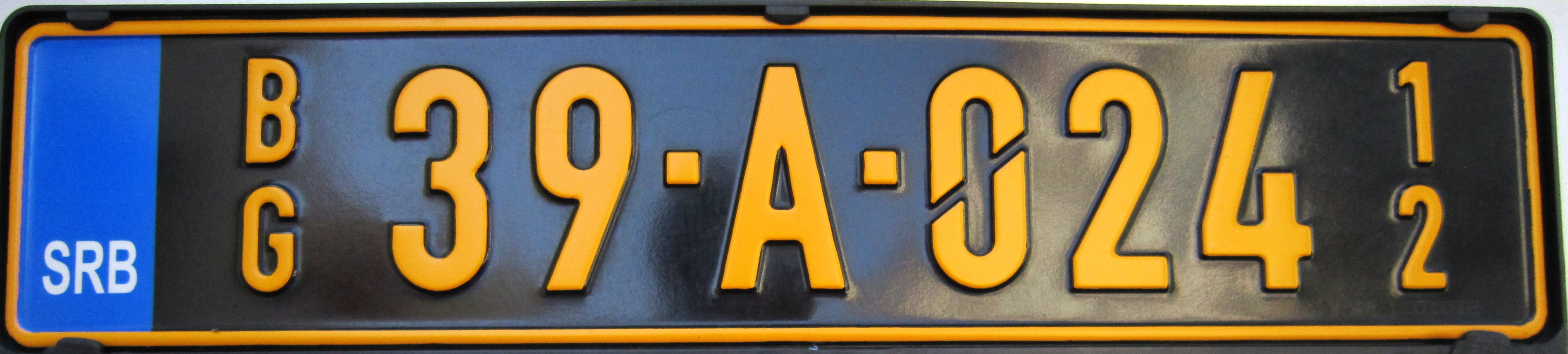
Serbien, 39 = Frankreich, 12 = gültig 2012
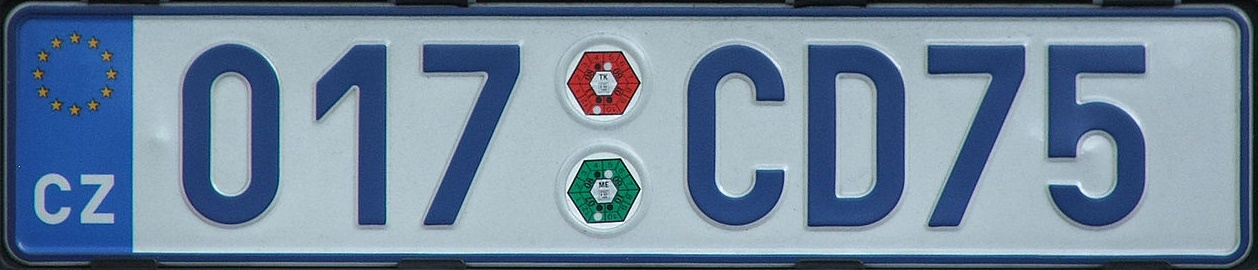
Tschechien, keine Kodierung
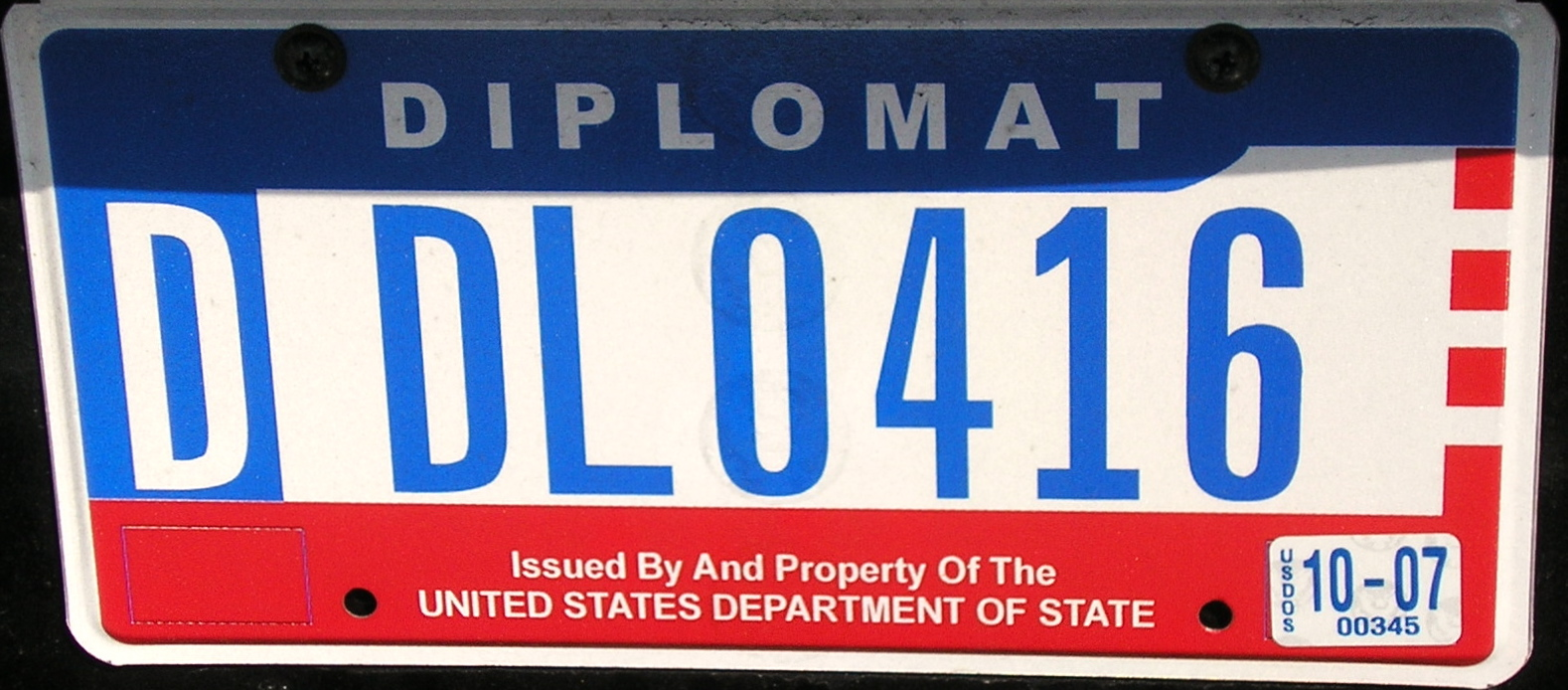
USA (alt, seit 2007 werden andere Farben benutzt)
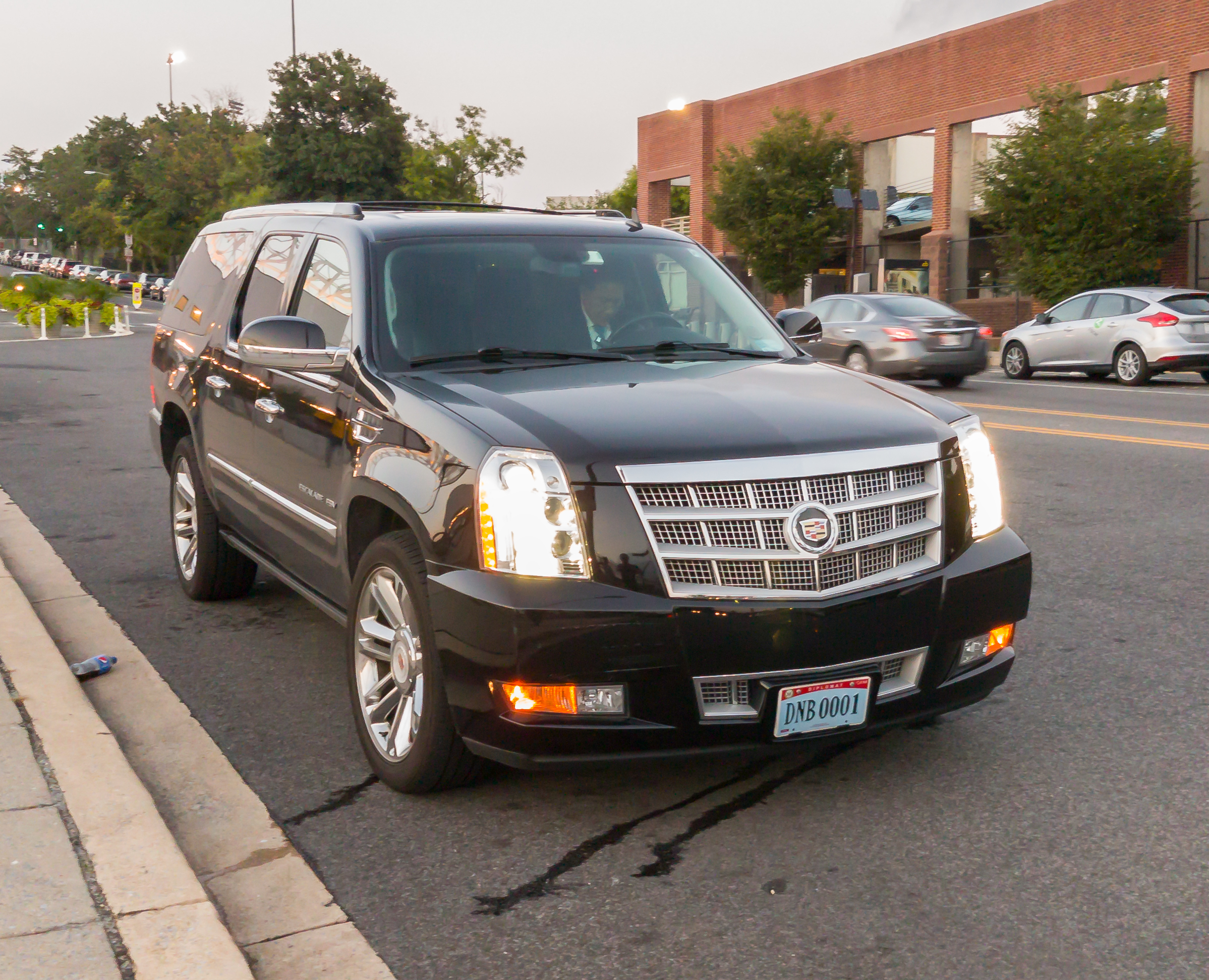
Diplomat von Papua-Neuguinea in den USA (2017)